# Stabat Mater
Stabat Mater je rimskokatoliško besedilo (sekvenca), nastalo v 13. stoletju. Avtor naj bi bil manjši brat Jacopone da Todi. Naslov izhaja iz prvega verza, Stabat mater dolorosa (»Mati žalostna je stala«). Ta himna, ena izmed najpomembnejših ohranjenih in v bogoslužju rabljenih srednjeveških pesmi, je meditiacija na temo trpljenja Marije, Jezusove matere, med njegovim križanjem.

## Besedilo
Slovenski prevod: Franc Ksaver Lukman.
| Original v latinščini Stabat mater dolorosa Iuxta Crucem lacrimosa, dum pendebat Filius. Cuius animam gementem, contristatam et dolentem, pertransivit gladius. O quam tristis et afflicta fuit illa benedicta Mater Unigeniti. Quae maerebat et dolebat, Pia Mater cum videbat Nati poenas incliti. Quis est homo qui non fleret, Matrem Christi si videret in tanto supplicio? Quis non posset contristari, Christi Matrem contemplari dolentem cum Filio? Pro peccatis suae gentis vidit Iesum in tormentis et flagellis subditum. Vidit suum dulcem natum moriendo desolatum, dum emisit spiritum. Eia Mater, fons amoris, me sentire vim doloris fac, ut tecum lugeam. Fac ut ardeat cor meum in amando Christum Deum, ut sibi complaceam. Sancta mater, istud agas, crucifixi fige plagas cordi meo valide. Tui nati vulnerati, tam dignati pro me pati, poenas mecum divide. Fac me tecum pie flere, crucifixo condolere, donec ego vixero. Iuxta crucem tecum stare, et me tibi sociare in planctu desidero. Virgo virginum praeclara, mihi iam non sis amara: fac me tecum plangere. Fac ut portem Christi mortem, passionis fac consortem, et plagas recolere. Fac me plagis vulnerari, fac me cruce inebriari, et cruore Filii. Flammis ne urar succensus per te Virgo, sim defensus in die judicii Christe, cum sit hinc exire, da per matrem me venire ad palmam victoriae. Quando corpus morietur, fac ut animae donetur Paradisi gloria. | Slovensko besedilo Mati žalostna je stala, zraven križa se jokala, ko na njem je visel Sin. V grenko žalost zatopljena je nje duša prebodena z mečem silnih bolečin. O, kaj žalosti prestati morala je sveta Mati, k'tere Sin je rešil svet. V žalosti vzdihuje bleda, ko v trepetu Sina gleda, kaj trpi na les razpet. Komu potok solz ne lije, ko bridkosti zre Marije, grenke nad morja bridkost? Kdo prisrčno ne žaluje, ko to Mater premišljuje, njenih boli velikost? Vidi Jezusa trpeti, grehe ljudstva nase vzeti, šibam vdati se voljno. V Sina le pogled upira, ko ves zapuščen umira k smrti nagne še glavo. Mati, vir ljubezni prave, naj občutim te težave in s teboj žalujem zdaj. Daj, da bo srce se vnelo in za Jezusa gorelo mi v ljubezni vekomaj. Sveta Mati, to te prosim: rane Kristusa naj nosim, vtisni v moje jih srce. Sinu tvojemu so rane v odrešenje moje dane; tudi mene naj bole. Naj s teboj sedaj žalujem, križanega objokujem, ko v dolini solz živim. S tabo poleg križa stati, s tabo združen žalovati v bridkem joku hrepenim. Prosim, hvaljena Devica, ti mi bodi tolažnica, daj mi delež bolečin. Daj mi, da bom vse življenje rad premišljal to trpljenje, ko je umiral Božji Sin. Mene križ naj obtežuje, mene s tugo napolnjuje sveta kri njegovih ran. Ti pa varuj, Mati ljuba, da moj del ne bo poguba, kadar pride sodni dan. Kristus, ko bo treba umreti, daj po Materi presveti, da skušnjave zmagal bom. Ko pa smrt telo mi vzame, dušo mojo naj objame večne slave rajski dom. |

## Uglasbitve
Besedilo so uglasbili številni skladatelji klasične glasbe. Pri tem niso vedno uporabili celotnega besedila. Najvidnejše skladbe so svetovni glasbeni zakladnici prispevali skladatelji:
- Josquin Desprez
- Giovanni Pierluigi da Palestrina
- Orlando di Lasso
- Giovanni Battista Pergolesi, za alt, sopran, godala in čembalo
- Franz Ignaz Beck, za alt, sopran, bariton, zbor in orkester
- Alessandro Scarlatti
- Domenico Scarlatti
- Antonio Vivaldi
- Luigi Boccherini
- Joseph Haydn
- Gioacchino Rossini, za vokalni kvartet, zbor in orkester
- Louis Théodore Gouvy op. 65, za soliste, zbor in orkester (1875)
- Antonín Leopold Dvořák op. 58, za vokalni kvartet, zbor, orgle in orkester (1877)
- Giuseppe Verdi (kot del v Quattro Pezzi Sacri) za zbor in orkester (1898)
- Peter Cornelius
- Karol Szymanowski op. 53, za tri soliste, zbor in orkester
- Francis Poulenc
- Krzysztof Penderecki
- Arvo Pärt
- Bruno Coulais
- Franz Schubert
- Carl Joseph Rodewald
- Josef Rheinberger

Sekvenca je uglasbena tudi za cerkveno ljudsko petje na Slovenskem in je pogosto v rabi pri molitvi križevega pota v postnem času.